# 299 Dywizja Piechoty (III Rzesza)
299 Dywizja Piechoty (niem. 299. Infanterie-Division) – niemiecka dywizja z czasów II wojny światowej, uczestniczyła w ataku na Związek Radziecki.
Sformowana w Erfurcie na mocy rozkazu z 9 lutego 1940 roku, w 8. fali mobilizacyjnej w IX Okręgu Wojskowym. 25 października 1940 roku dywizja przekazała jedną trzecią swoich jednostek do 319 Dywizji Piechoty (I./528, I./529, III./AR 299), 339. Dywizji Piechoty (I./530) i 113 Dywizja Piechoty (sztab 261). Oddziały zostały odtworzone.
Od 22 czerwca 1941 roku brała udział w ataku na Związek Radziecki w grupie Armii Południe w 6 A polowej w XXIX Korpusie Armijnym. Walczyła o Żytomierz, Kijów, Doniec. 1 listopada 1941 walczyła w rejonie Rylska w obwodzie Kurskim. W styczniu 1942 walczyła pod Liwny. W marcu 299 przeszła do 2 A polowej. Wchodziła w skład LV Korpusu Armijnego. Na ustabilizowanym odcinku frontu pod Liwny 299 DP przebywa od sierpnia do grudnia 1942.
Uderzenie Armii Czerwonej wykonane 22 czerwca 1944 w ramach operacji Bagration doprowadziło do rozbicja 299 Dywizji Piechoty w ciągu kilku godzin. Z resztek które uciekły, oraz z żołnierzy przebywających na przepustkach i będących w trakcie rekonwalescencji udało się utworzyć nową 299 Dywizję Piechoty, jednak była ona jedynie cieniem swej poprzedniczki. W 1945 299 DP została ponownie rozbita przez Armię Czerwoną w czasie walk w Prusach Wschodnich. Oficjalne rozwiązanie dywizji nastąpiło 4 kwietnia 1945. Niedobitki wcielono do 1 Dywizji RAD

## Dowódcy dywizji
- gen. mjr Willi Moser 6 IV 1940 – 1 XI 1942;
- gen. por. Viktor Koch 1 XI 1942 – 5 XI 1942;
- gen. por. Hans Bergen 5 XI 1942 – 3 V 1943;
- gen. por. Ralf von d’Oriola 5 V 1943 – 15 I 1944;
- gen. por. Paul Reichelt 15 I 1944 – 13 III 1944;
- gen. por. Ralf von d’Oriola 13 III 1944 – 28 VI 1944;
- gen. por. Hans Junck 28 VI 1944 – VII 1944;
- gen. mjr Karl Göbel 1 IX 1944 – IV 1945;

## Struktura organizacyjna
- Struktura organizacyjna w lutym 1940 roku:

528., 529. i 530. pułk piechoty, 299. pułk artylerii, 299. batalion pionierów, 299. oddział rozpoznawczy, 299. oddział przeciwpancerny, 299. oddział łączności;
- Struktura organizacyjna w lutym 1941 roku:

528., 529. i 530. pułk piechoty, 299. pułk artylerii, 299. batalion pionierów, 299. oddział rozpoznawczy, 299. oddział przeciwpancerny, 299. oddział łączności, 299. polowy batalion zapasowy;
- Struktura organizacyjna w październiku 1943 roku:

528., 529. i 530. pułk grenadierów, 299. pułk artylerii, 299. batalion pionierów, 299. batalion fizylierów, 299. oddział przeciwpancerny, 299. oddział łączności, 299. polowy batalion zapasowy;
- Struktura organizacyjna w październiku 1944 roku:

528., 529. i 530. pułk grenadierów, 299. pułk artylerii, 299. batalion pionierów, 299. batalion fizylierów, 299. oddział przeciwpancerny, 299. oddział łączności, 299. polowy batalion zapasowy;